# José Lewgoy
José Lewgoy   (Veranópolis, 16 de novembre de 1920 - Rio de Janeiro, 10 de febrer de 2003) va ser un actor brasiler.

## Biografia
D'origen jueu, era fill d'una estatunidenca i d'un rus que es van conèixer a Nova York.
Va començar la seva carrera artística en el teatre i, gràcies a una borsa d'estudis aconseguida amb la influència de l'escriptor Érico Veríssimo, va cursar arts escèniques a la Universitat Yale.
José Lewgoy és un referent pel que fa al cinema brasiler ja que ha participat en més d'un centenar de pel·lícules. Va ser una presència constant a les pantalles des de finals dels anys quaranta i sempre disputada pels millors directors. Al costat d'Oscarito, Grande Otelo, Eliana Macedo, Cyll Farney i Anselmo Duarte van brillar a les chachadas produïdes per Atlântida, als anys 50. Actor de prestigi internacional, Lewgoy va participar en diverses produccions estrangeres i va viure uns anys a França.
Va rebre un premi al millor actor al 1r Festival de Cinema del Districte Federal (a l'actual Rio de Janeiro).
Va debutar en telenovel·les només el 1973, amb Cavalo de Aço, a Rede Globo i, a partir d'aleshores, va participar en més de 30 produccions televisives, l'última de les quals, Esperança, el 2002, també a Globo.
Va guanyar diversos premis com a actor de cinema i televisió i va ser consagrat amb el personatge Edgar Dumont, a la telenovela Louco Amor, de Gilberto Braga. També cal destacar les seves actuacions a Nina, de Walter George Durst, Dancin' Days i Água Viva, ambdues també de Gilberto Braga, O Rebu i Feijão Maravilha, de Bráulio Pedroso i a la mini-sèrie O Tempo e o Vento, inspirada en l'obra d'Érico. Veríssimo i Anys d'Or, de Gilberto Braga.

## Carrera

### Televisió
- 2002 - Esperança .... Padre Romão
- 2001 - Os Maias .... Abbot Custódio
- 2000 - Laços de Família .... Ezequiel
- 2000 - Esplendor .... Bartorê
- 1999 - Força de um Desejo .... Conselheiro Felício Cantuária
- 1999 - Terra Nostra .... Zé da Estação
- 1998 - Labirinto .... Dr. Mateus de Toledo Galhardo
- 1997 - Anjo Mau .... Eduardo Medeiros
- 1996 - Quem É Você? .... Engel
- 1995 - Engraçadinha... Seus Amores e Seus Pecados .... Bispo
- 1994 - Pátria Minha .... Ronaldo Pires
- 1993 - Contos de Verão
- 1992 - Perigosas Peruas .... Branco
- 1991 - O Sorriso do Lagarto .... Lúcio Nemésio
- 1990 - Gente Fina .... Olavo
- 1989 - Tieta .... Leovegildo
- 1988 - Vida Nova .... Samuel
- 1987 - O Outro .... Agostinho Della Santa
- 1986 - Anos Dourados .... Brigadeiro Campos
- 1985 - O Tempo e o Vento .... Bento Amaral
- 1985 - Um Sonho a Mais .... Guilherme
- 1984 - Anarquistas, Graças a Deus .... Gino
- 1983 - Louco Amor .... Edgar Dumont
- 1982 - Campeão (Bandeirantes) .... Amílcar
- 1982 - Avenida Paulista .... Carlos Villar
- 1982 - Caso Verdade, Geronimo .... Al Sieber
- 1981 - Terras do Sem-Fim .... Maneco Dantas
- 1980 - Plumas e Paetês .... Gustavo
- 1980 - Água-Viva .... Kleber
- 1979 - Feijão Maravilha .... Ambrósio / Ambrásio
- 1978 - Dancin' Days .... Horácio Pratini
- 1977 - Nina .... Frazão
- 1976 - Anjo Mau .... Augusto
- 1975 - O Grito .... Miro Ferraz
- 1974 - O Rebu .... Carlos Braga Vidigal
- 1973 - As Divinas e Maravilhosas (Tupi) .... Alonzo
- 1973 - Cavalo de Aço .... Professor Noronha

## Cinema
- 2015 - Chatô, o Rei do Brasil
- 2003 - Apolônio Brasil, Campeão da Alegria .... Dr. Bóris
- 2001 - Sonhos Tropicais .... Tibério
- 1998 - Policarpo Quaresma, Herói do Brasil .... Albernar
- 1998 - A Hora Mágica .... Hilário / Max / Diretor
- 1997 - Glaura
- 1996 - O Judeu .... D. Nuno da Cunha
- 1995 - O Quatrilho .... Rocco
- 1995 - O Monge e a Filha do Carrasco .... Superior
- 1994 - Boca .... Quintella
- 1994 - Mil e Uma
- 1992 - Perfume de Gardênia .... Ody Marques
- 1990 - Stelinha
- 1990 - O Escorpião Escarlate
- 1989 - Faca de Dois Gumes .... Álvaro Amado
- 1989 - Sermões - A História de Antônio Vieira
- 1989 - Festa
- 1988 - Luar sobre Parador .... arcebispo
- 1987 - Cobra Verde .... D. Otávio Coutinho
- 1987 - A Dama do Cine Shanghai .... Linus
- 1986 - Os Trapalhões e o Rei do Futebol .... Dr. Velhaccio
- 1986 - La mansión de Araucaima .... fazendeiro
- 1985 - O Beijo da Mulher-Aranha .... diretor
- 1985 - Os Bons Tempos Voltaram: Vamos Gozar Outra Vez .... coronel
- 1984 - Blame It on Rio .... Eduardo Marques
- 1982 - Fitzcarraldo .... Dom Aquilino
- 1982 - Tabu .... João do Rio
- 1982 - Tensão no Rio
- 1982 - Perdida em Sodoma
- 1981 - Engraçadinha (n.c.) .... Arnaldo
- 1979 - Terror e Êxtase
- 1979 - A República dos Assassinos
- 1978 - Curumim
- 1978 - Os Mucker
- 1978 - O Gigante da América
- 1978 - O Outro Lado do Crime
- 1978 - Diário da Província
- 1977 - Ouro Sangrento
- 1976 - O Flagrante
- 1976 - Padre Cícero
- 1976 - O Homem de Papel .... Raul
- 1976 - O Quarto da Viúva
- 1976 - O Ibraim do Subúrbio .... Casimiro de Abreu
- 1975 - Eu Dou O Que Ela Gosta
- 1975 - As Secretárias... Que Fazem de Tudo
- 1975 - Um Soutien para Papai
- 1975 - Intimidade
- 1974 - As Alegres Vigaristas
- 1974 - Relatório de um Homem Casado
- 1974 - Gente que Transa .... Casimiro Bilac
- 1973 - Le Grabuge .... padre
- 1973 - Os Mansos
- 1973 - Como É Boa Nossa Empregada .... Dr. Leonel
- 1972 - Independência ou Morte
- 1972 - A Viúva Virgem .... padre
- 1972 - O Grande Gozador
- 1972 - Quando o Carnaval Chegar .... anjo
- 1971 - Pra Quem Fica, Tchau .... Tio Gustavo
- 1971 - Gaudêncio, o Centauro dos Pampas .... Giovanni
- 1971 - Os Amores de um Cafona .... Almir
- 1971 - Lua-de-Mel e Amendoim .... amante
- 1970 - Pecado Mortal .... José
- 1970 - O Bolão
- 1970 - O Donzelo
- 1970 - Não Aperta, Aparício
- 1969 - A um Pulo da Morte
- 1969 - Os Paqueras.... marido
- 1969 - A Cama ao Alcance de Todos .... gângster
- 1968 - Svarta palmkronor .... Pepito
- 1968 - Tarzan and the Jungle Boy
- 1968 - Roberto Carlos em Ritmo de Aventura .... Pierre
- 1968 - Roberto Carlos e o Diamante Cor-de-Rosa
- 1968 - A Vida Provisória
- 1968 - Os Viciados
- 1967 - Terra em Transe .... Felipe Vieira
- 1967 - Una rosa per tutti .... Floreal
- 1967 - Jerry - A Grande Parada .... Dr. Karloff
- 1966 - Duello nel mondo
- 1966 - As Cariocas
- 1966 - Arrastão
- 1965 - História de um Crápula
- 1958 - Quand Sonnera Midi .... Salvador
- 1957 - S.O.S. Noronha .... Pratinho
- 1957 - Escapade .... Caraco
- 1957 - Les Fanatiques
- 1954 - Carnaval em Caxias .... Honório Boa Morte
- 1954 - Matar ou Correr .... Jesse Gordon
- 1953 - Três Recrutas
- 1952 - Três Vagabundos .... Schultz
- 1952 - Carnaval Atlântida .... Cd. Verdura
- 1952 - Barnabé Tu És Meu .... Garcia
- 1952 - Amei um Bicheiro .... Almeida
- 1952 - Areias Ardentes .... Ambrósio
- 1951 - Aí Vem o Barão .... Von Mack
- 1951 - Maior Que o Ódio
- 1950 - Aviso aos Navegantes .... Professor Scaramouche
- 1950 - Cascalho
- 1950 - Quando a Noite Acaba
- 1950 - Katucha
- 1949 - Carnaval no Fogo .... anjo